# 陝西道
陝西道（せんせい-どう）は中華民国北京政府により設置された陝西省の道。

## 沿革
1913年（民国2年）3月に設置、観察使は鳳翔県に置かれ、下部に鳳翔、岐山、宝鶏、扶風、郿県、汧陽、隴県、麟遊、邠県、三水、淳化、長武、乾県、武功、永寿、鳳県の16県を管轄した。1914年（民国3年）5月23日に廃止されている。

## 行政区画
廃止直前の下部行政区画は下記の通り。（50音順）
- 永寿県
- 岐山県
- 乾県
- 汧陽県
- 三水県
- 淳化県
- 長武県
- 郿県
- 武功県
- 扶風県
- 邠県
- 鳳県
- 宝鶏県
- 鳳翔県
- 麟遊県
- 隴県